# Бер, Август
Август Бер (нем. August Beer; 1825—1863) — физик.
По окончании Боннского университета в 1850 г. занял там профессуру. Исследования его относятся к области теоретической физики. Его университетские лекции после смерти изданы в виде курсов, пользующихся большой известностью: «Lehre von Magnetismus und Electricität» (1865); «Einleitung in die mathematische Theorie der Elasticität und Capillarität» (1869); «Theoretische Optik».